# نورمن زابوسکی
نورمن زابوسکی (انگلیسی: Norman Zabusky; ۴ ژانویهٔ ۱۹۲۹ – ۵ فوریهٔ ۲۰۱۸) دانشمند در زمینه سامانه غیرخطی اهل ایالات متحده آمریکا بود.
همچنین برندهٔ جوایزی همچون نشان بنجامین فرانکلین شده‌است.